# 伊勢国分寺跡

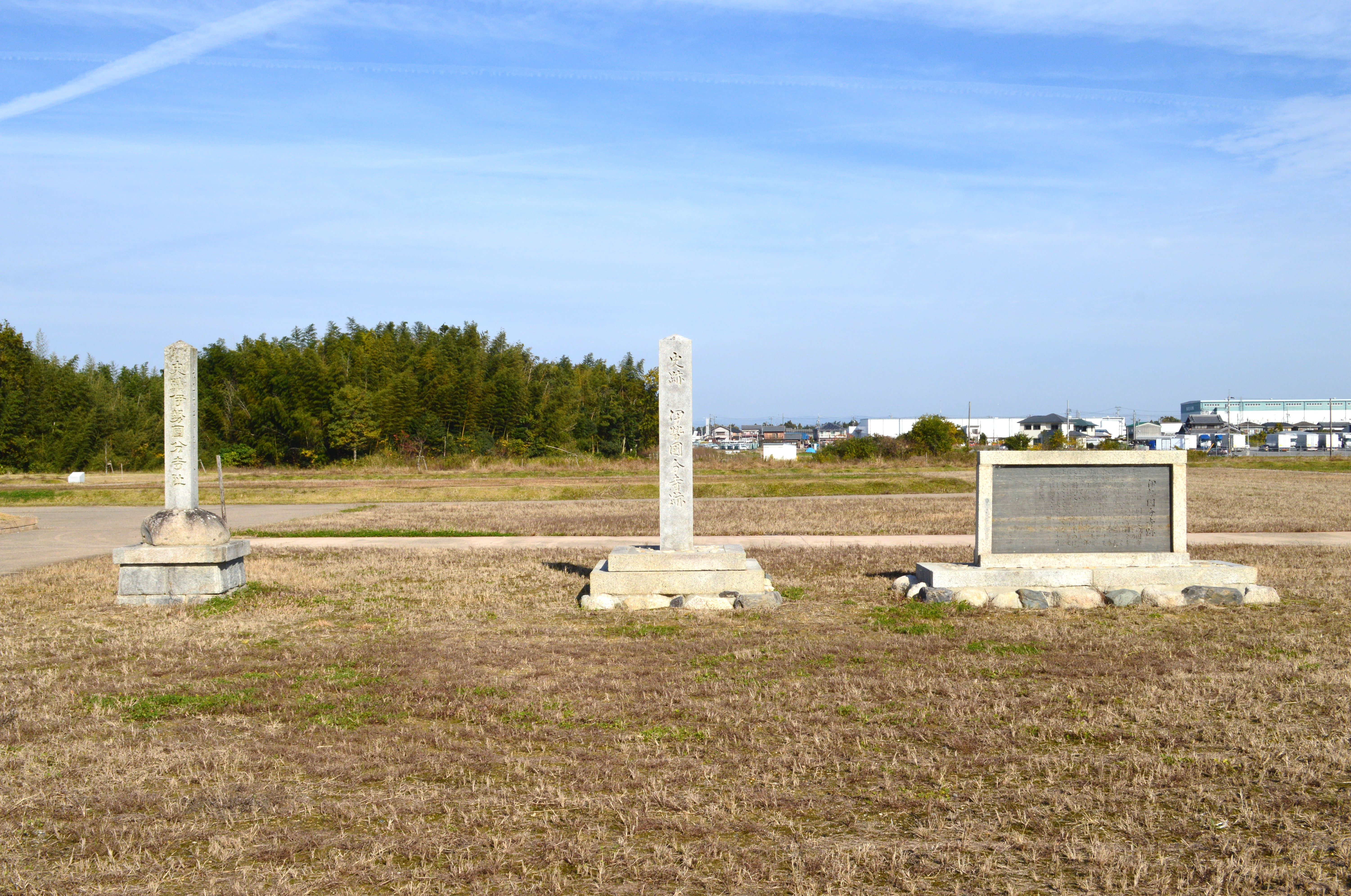
伊勢国分寺跡 石碑

伊勢国分寺跡（いせこくぶんじあと）は、三重県鈴鹿市国分町にある古代寺院跡。国の史跡に指定されている。
奈良時代に聖武天皇の詔により日本各地に建立された国分寺のうち、伊勢国国分僧寺の寺院跡にあたる。本項では、伊勢国分尼寺の推定地についても解説する。

## 概要
三重県北部、鈴鹿川左岸の段丘台地上に位置する。聖武天皇の詔で創建された国分僧寺の遺構に比定され、東側の国分町集落の辺りの国分遺跡には国分尼寺跡が推定される。付近では、古代東海道およびその河曲駅家の存在も推定される。奈良時代中頃の伊勢国府は南西約7キロメートルの長者屋敷遺跡（鈴鹿市広瀬町・西富田町、史跡「伊勢国府跡」）に比定され、当時の国府・国分寺はそれぞれ鈴鹿郡・河曲郡と異なる郡域に立地していた。
寺域は1922年（大正11年）に国の史跡に指定された。1988年（昭和63年）から2009年（平成21年）までには35次にわたる発掘調査が実施されており、その後は現在までに史跡整備が進んでいる。その調査により、金堂・講堂・僧坊など多くの主要伽藍（塔を除く）の遺構が判明しているが、加えて寺域内で別に区画された区域（院）を持つ点が、他の国分寺とは異なる特色として注目される。
なお周辺では、僧寺跡の南側において河曲郡衙跡と推定される狐塚遺跡や、南東側において白鳳寺院の遺構である南浦遺跡（大鹿廃寺跡）が立地している。

## 歴史

### 古代

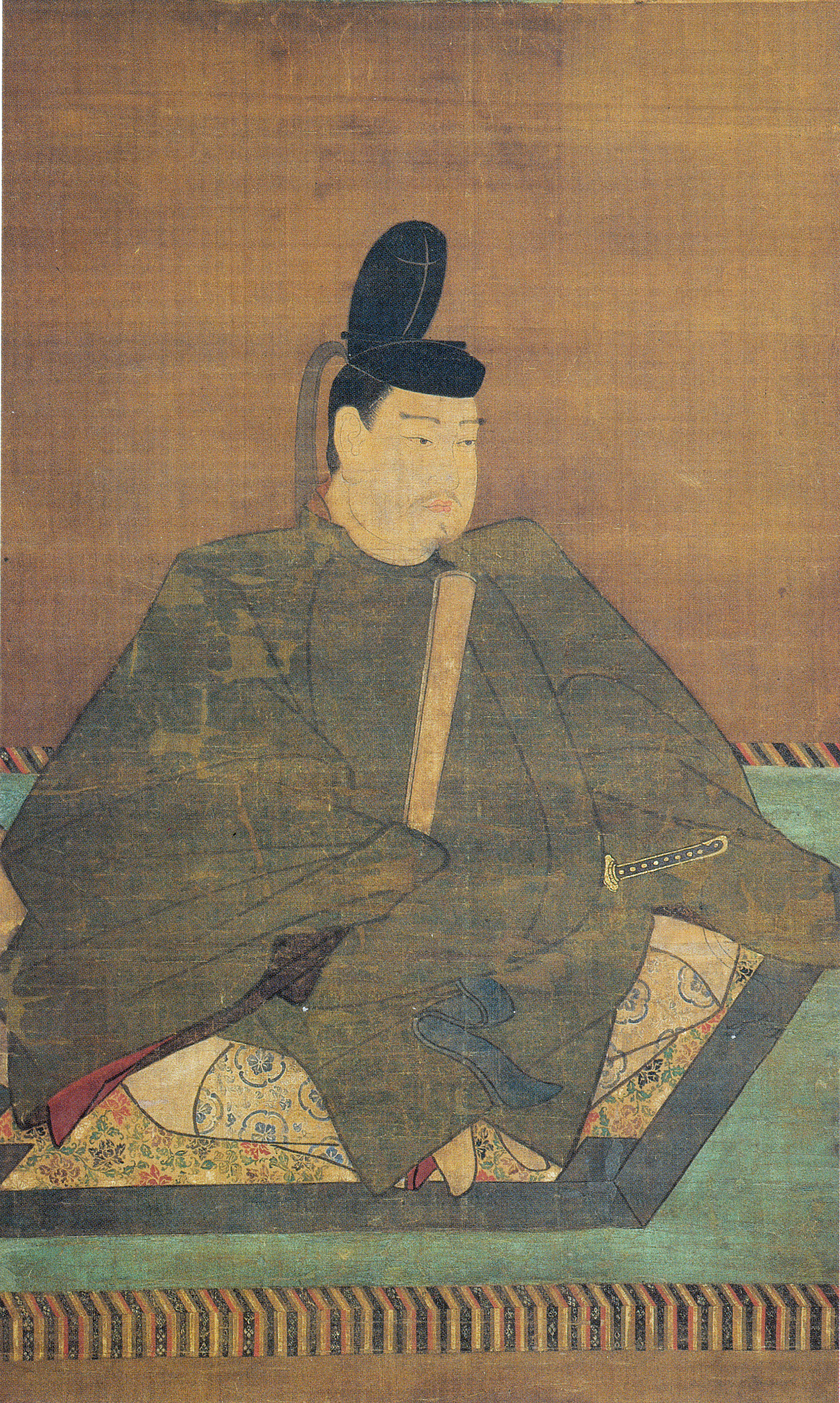
聖武天皇肖像

創建は不詳。天平13年（741年）の国分寺建立の詔の頃に創建されたと見られる。創建の背景としては、河曲郡周辺を治めた古代豪族の大鹿氏の影響力が推測され、周辺では大鹿氏に関係する古墳も多く分布する。
大同4年（809年）には、隣国の小国である志摩国の国分二寺の僧尼が伊勢国分寺に移された。
延長5年（927年）成立の『延喜式』主税上の規定では、伊勢国の正税に関して、国分寺料の稲4万束とともに志摩国分寺料の稲3千束を規定する旨が見える。
全国のほとんどの国分寺は平安時代以降に衰退するが、伊勢国分寺の場合にはどのような変遷を辿ったか詳らかではない。文治2年（1186年）には、源頼朝から東海道の守護人に対して各国の惣社・国分寺の修造の命があったが、伊勢国での内容は不明。

### 近世
江戸時代では、寛政年間（1789 - 1801年）の『東海道名所図絵』に「国分寺」の名称とともに記載されているほか、宝暦年間（1751 - 1764年）の『三国地誌』に瓦類が散在する状況が記載されている。

### 近代以降
- 1922年（大正11年）10月12日、国の史跡に指定[1]。
- 1988年度（昭和63年度）、発掘調査開始（第1次調査）[1]。
- 1995 - 1997年度（平成7年 - 平成9年度）、寺域の公有地化[2]。
- 1998年度（平成10年度）、寺域に隣接して鈴鹿市考古博物館が開館[2]。
- 1999 - 2008年度（平成11年 - 平成20年度）、史跡整備のための確認調査（第22次調査 - 第35次調査）[2][1]。

## 伽藍

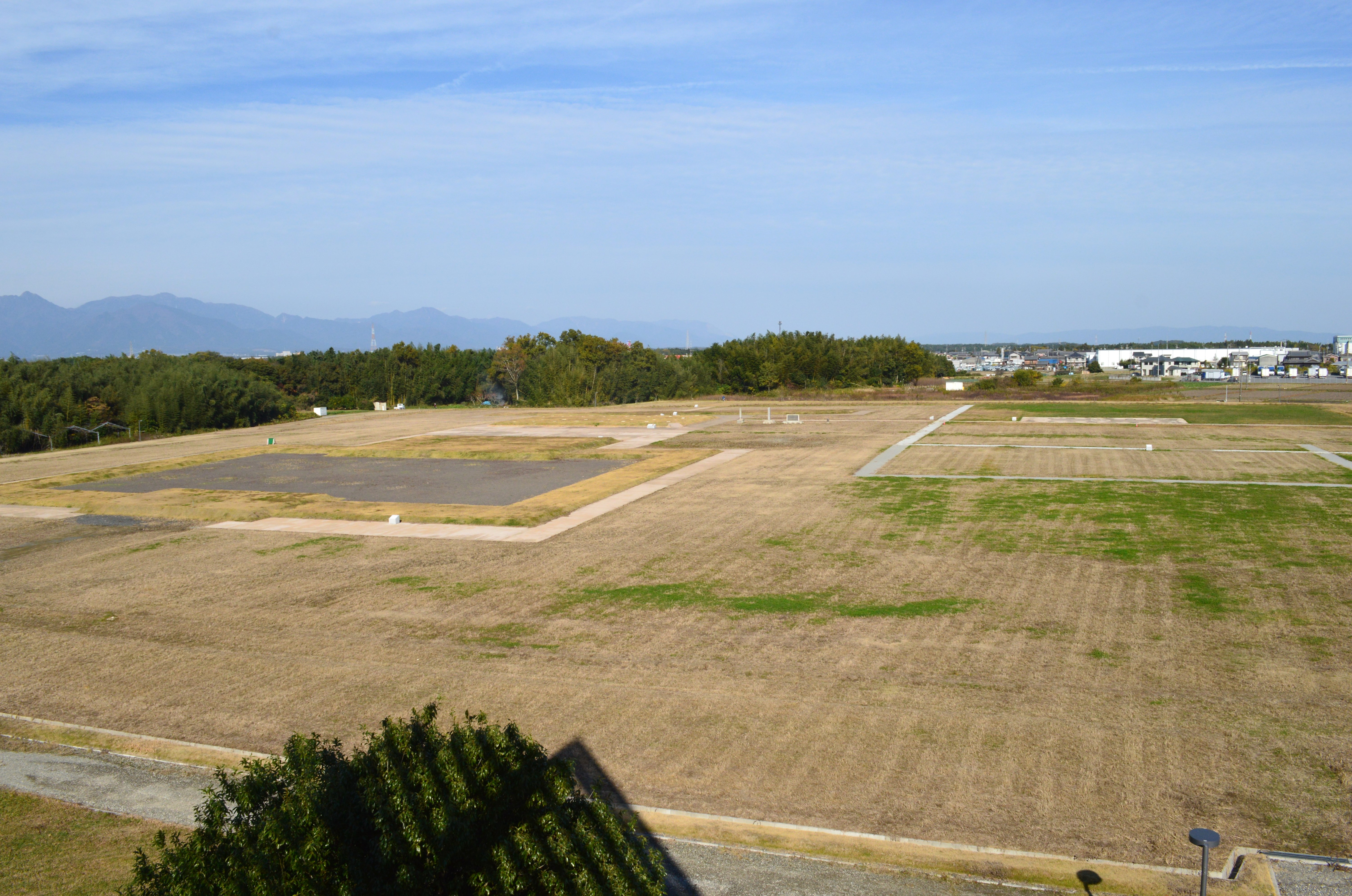
僧寺跡 全景左に主要伽藍（灰色部分が回廊内庭）、右に北東院・小院。

僧寺跡の寺域は180メートル四方で、築地塀をもって区画する。主要伽藍として、寺域の西寄りにおいて南門・中門・金堂・講堂・僧坊が南から一直線に配されており、東大寺式伽藍配置と見られる（主軸は若干西に傾く）。金堂左右からは回廊が出て、中門左右に取り付く。寺域の東寄りでは、北東院・小院・掘立柱建物などが配されていた。このように院を配する形式は、全国の国分寺でも珍しい例になる。以上の一方、全国の国分寺に建てることが規定されていたはずの塔（七重塔）や、鐘楼・経蔵は未だ認められていない。
遺構の多くは後世に基壇の深い部分まで削平を受けている。そのため、溝等によって基壇規模は知られるが、基壇上面での建物規模はほとんどが明らかでない。主な遺構は次の通り。

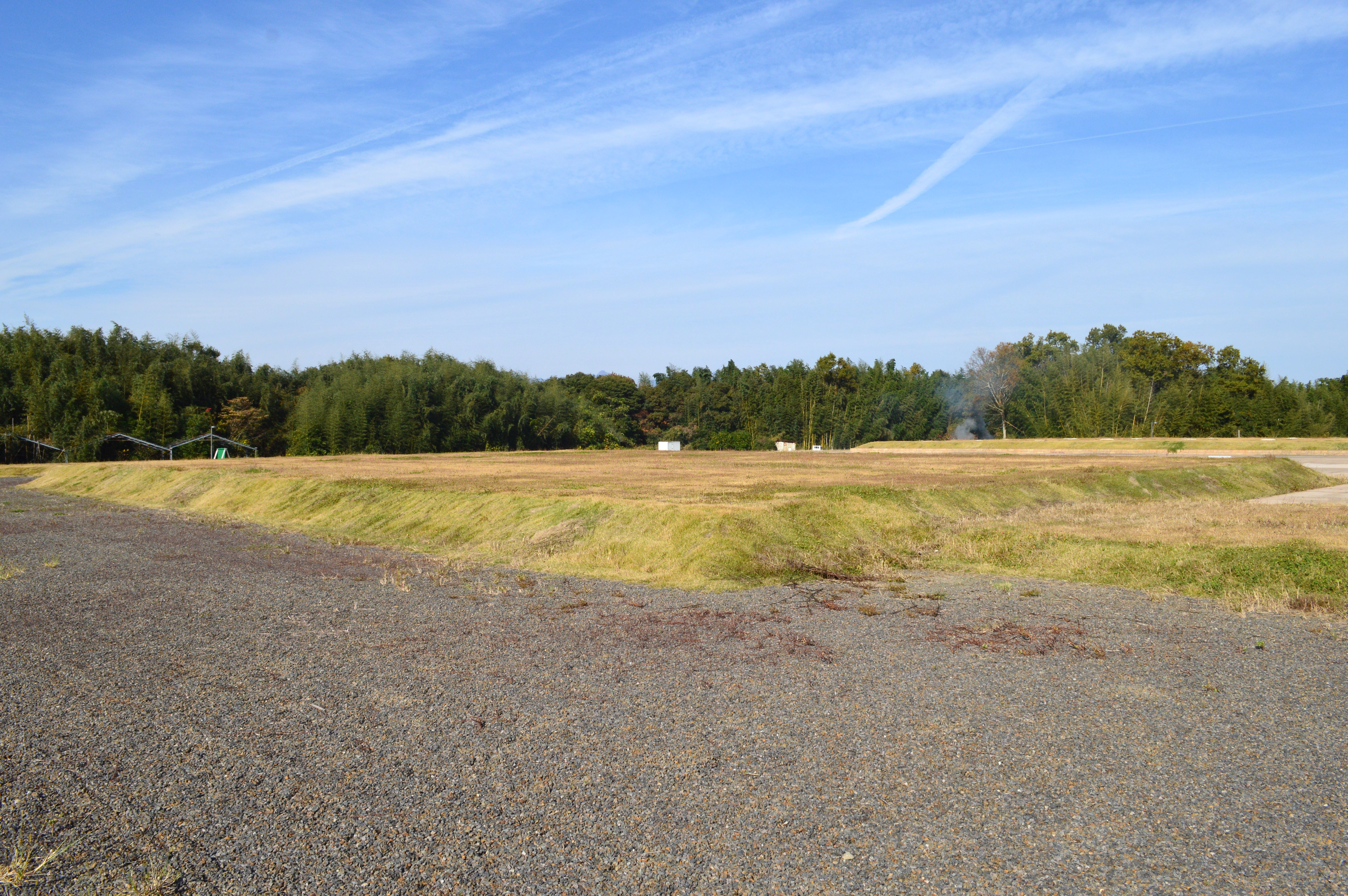
金堂跡

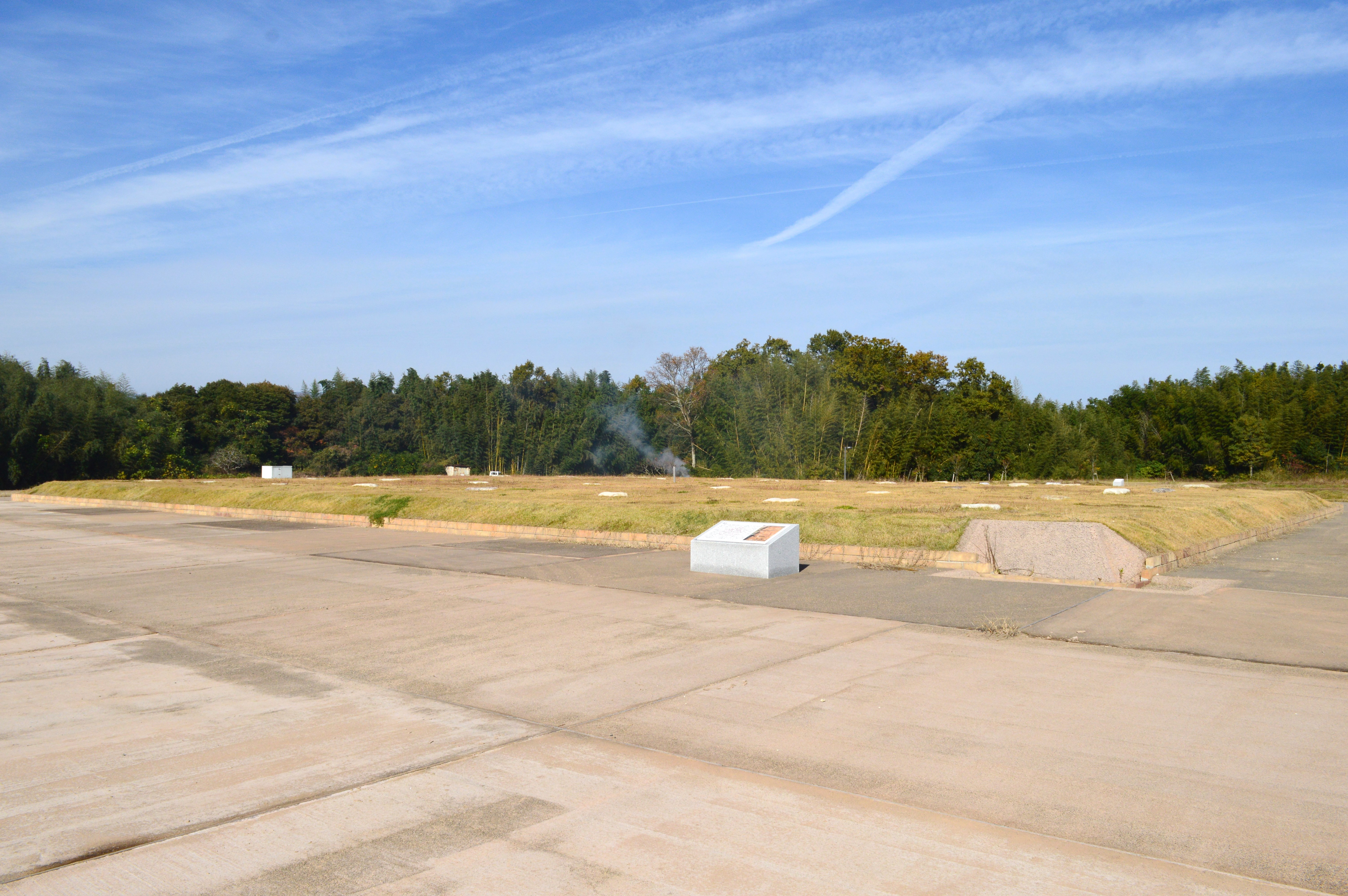
講堂跡

金堂
本尊を祀る建物。創建期の基壇と、大改修を経た第2期の基壇が検出されている。創建期基壇は掘込地業で、東西30.5メートル・南北21.9メートル。基壇化粧は、塼積または瓦積・塼積の併用。柱など基壇上の建物の詳細は明らかでないが、桁行5間・梁間4間と推定される（東西幅が狭く古い様式）。
講堂
経典の講義・教説などを行う建物。金堂の北方22メートルに位置する。基壇は掘込地業で、東西32.7メートル・南北20.6メートル。基壇化粧は、塼積または瓦積・塼積の併用。柱など基壇上の建物の詳細は明らかでないが、桁行7間・梁間4間と推定される。
僧坊
僧の宿舎。講堂の北方に位置する。東西72メートル・南北9メートル。基壇をはじめ詳細は不明。講堂・僧坊間は、幅6メートル・延長18メートルの軒廊で結ばれていた。
回廊
金堂・中門を結ぶ屋根付きの廊下。金堂左右から出て中門左右に取り付く。南辺幅7.2メートル・東辺幅６メートル、北辺幅6.8メートル。基壇をはじめ詳細は不明。
中門
金堂の南方に位置する。基壇は掘込地業で、東西19.5メートル・南北11.9メートルと推定される。基壇上の建物の詳細は明らかでない。
南門
中門の南方26メートルに位置する。東西17.6メートル・南北11.2メートルと推定される。基壇をはじめ詳細は不明。南門前には幅7メートル程度の道路が設けられたと見られる。
北門
僧坊の北方25メートルに位置する。寺域北辺において周溝が途切れている部分で、門が存在したと推定されるが詳細は不明。
北東院
寺域北東部において、築地塀で区画された区域。範囲は東西64メートル・南北90メートル。西辺ほぼ中央では、2本の掘立柱（柱間3メートル）で建てられた棟門を開ける。南辺でも礎石門の存在が推定される。
北東院中央部では、食堂と見られる大型建物が検出されている。桁行7間・梁間2間で、南北両側に廂を有する。周囲には食膳具等を廃棄した土坑が密集することから、食堂または大炊院の中枢施設と推定される。
小院
北東院の南において、築地塀で区画された区域。範囲は東西45メートル・南北30メートル。南辺中央では、2本の掘立柱（柱間3メートル）で建てられた棟門を開ける。この小院は、一説に塔院とも見られている。
以上のほか、寺域南東隅には、掘立柱建物2棟が認められている。

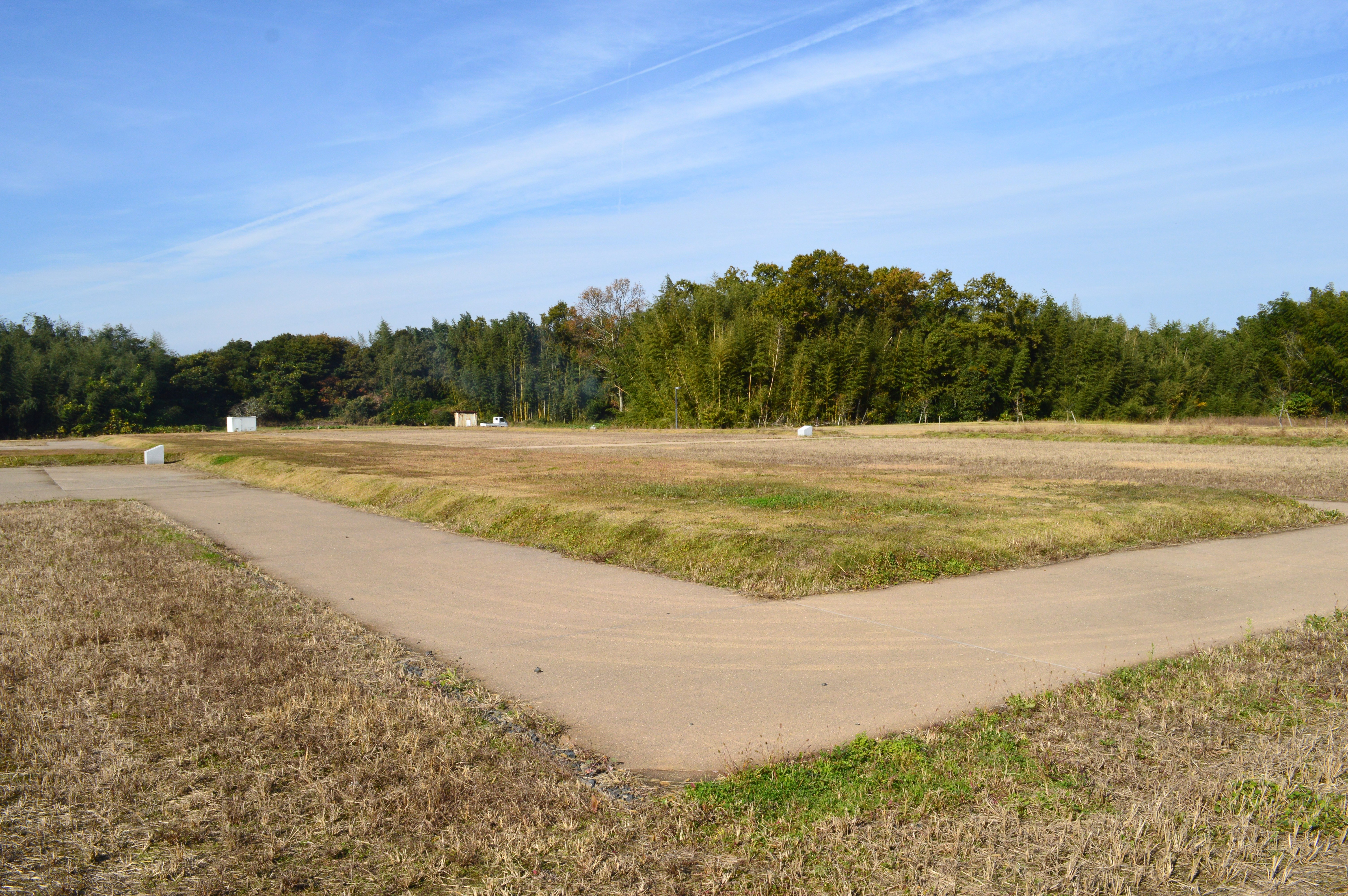
僧坊跡
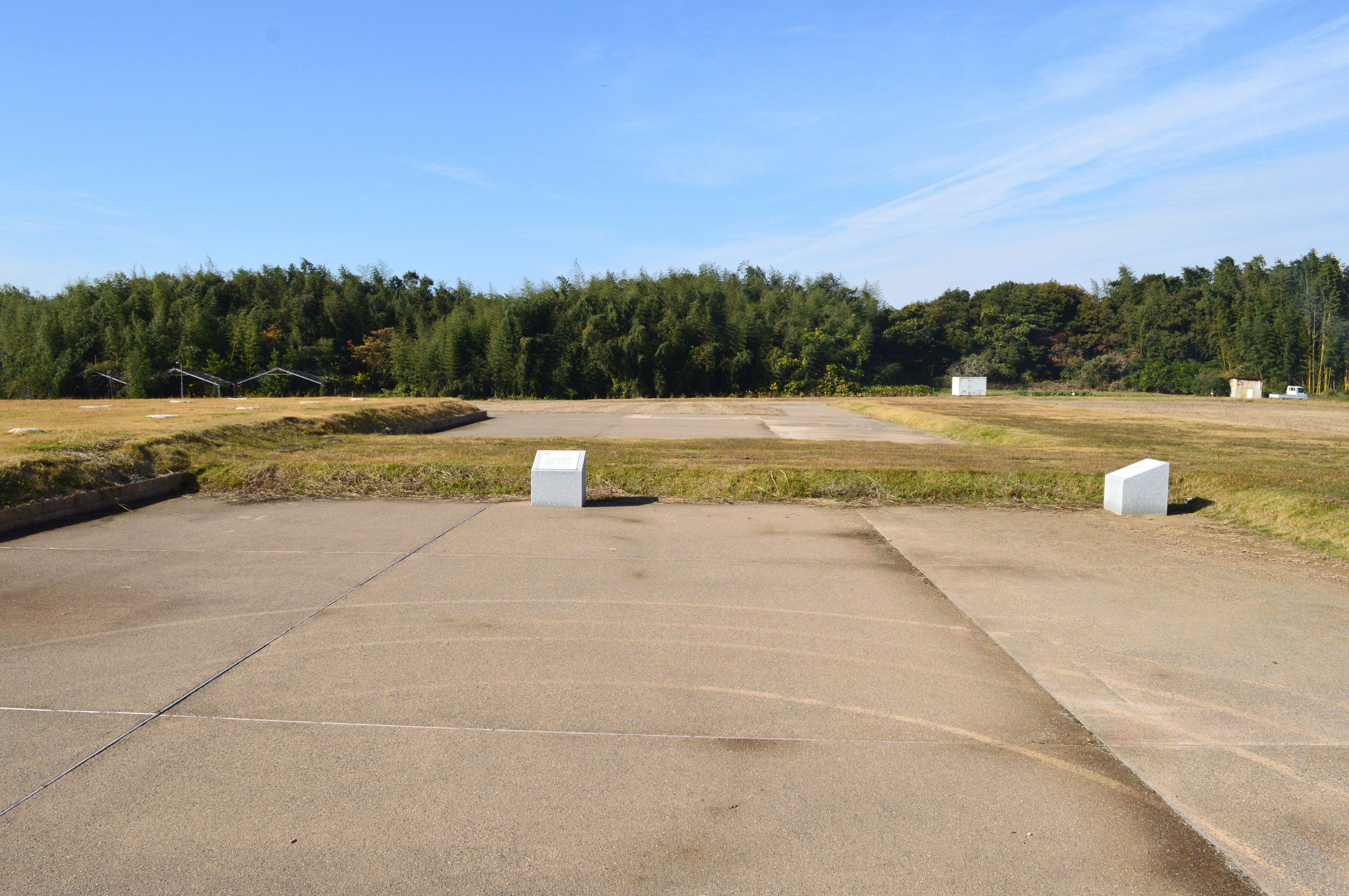
軒廊跡 左が講堂跡、右が僧坊跡。
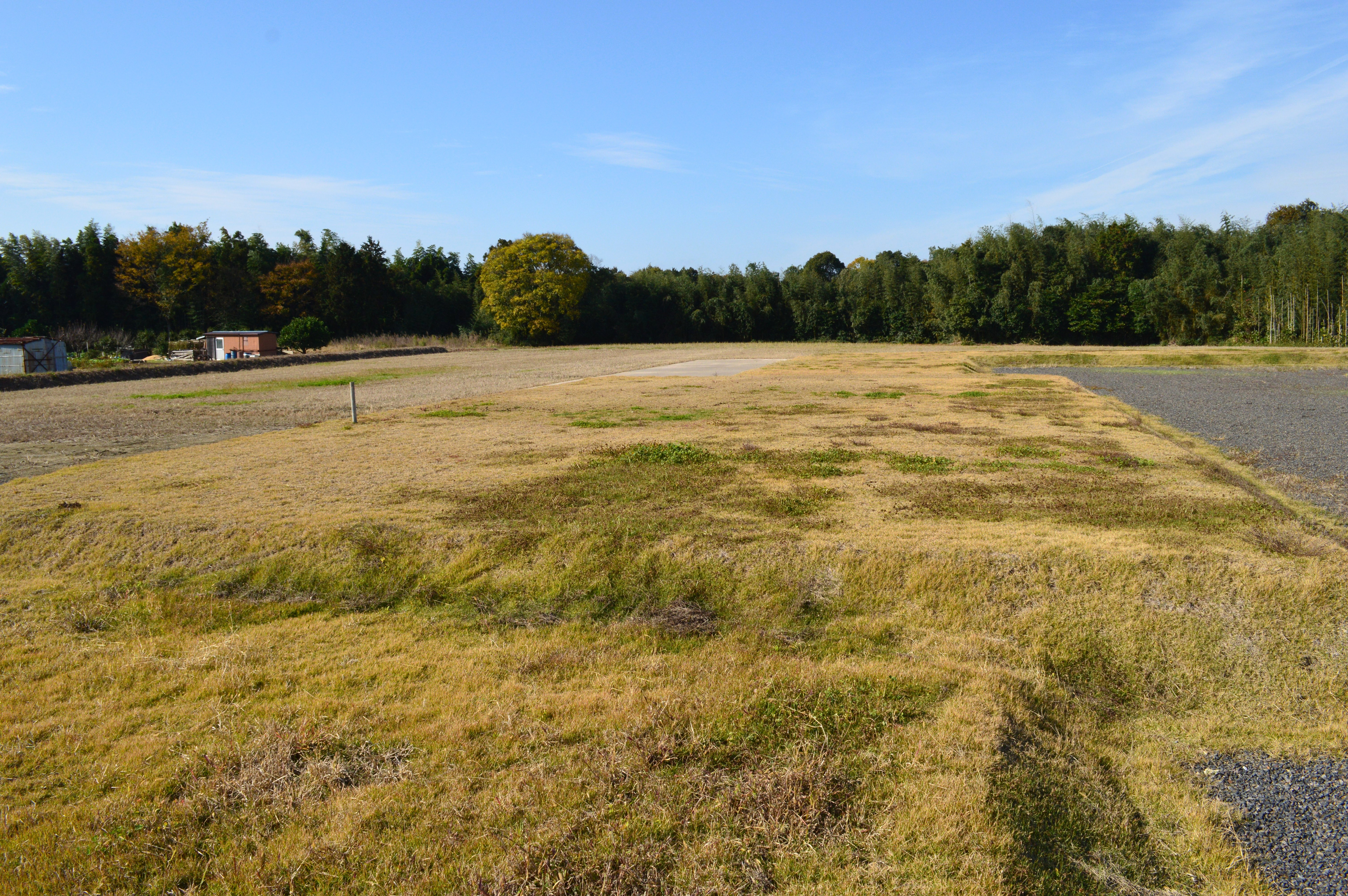
中門跡
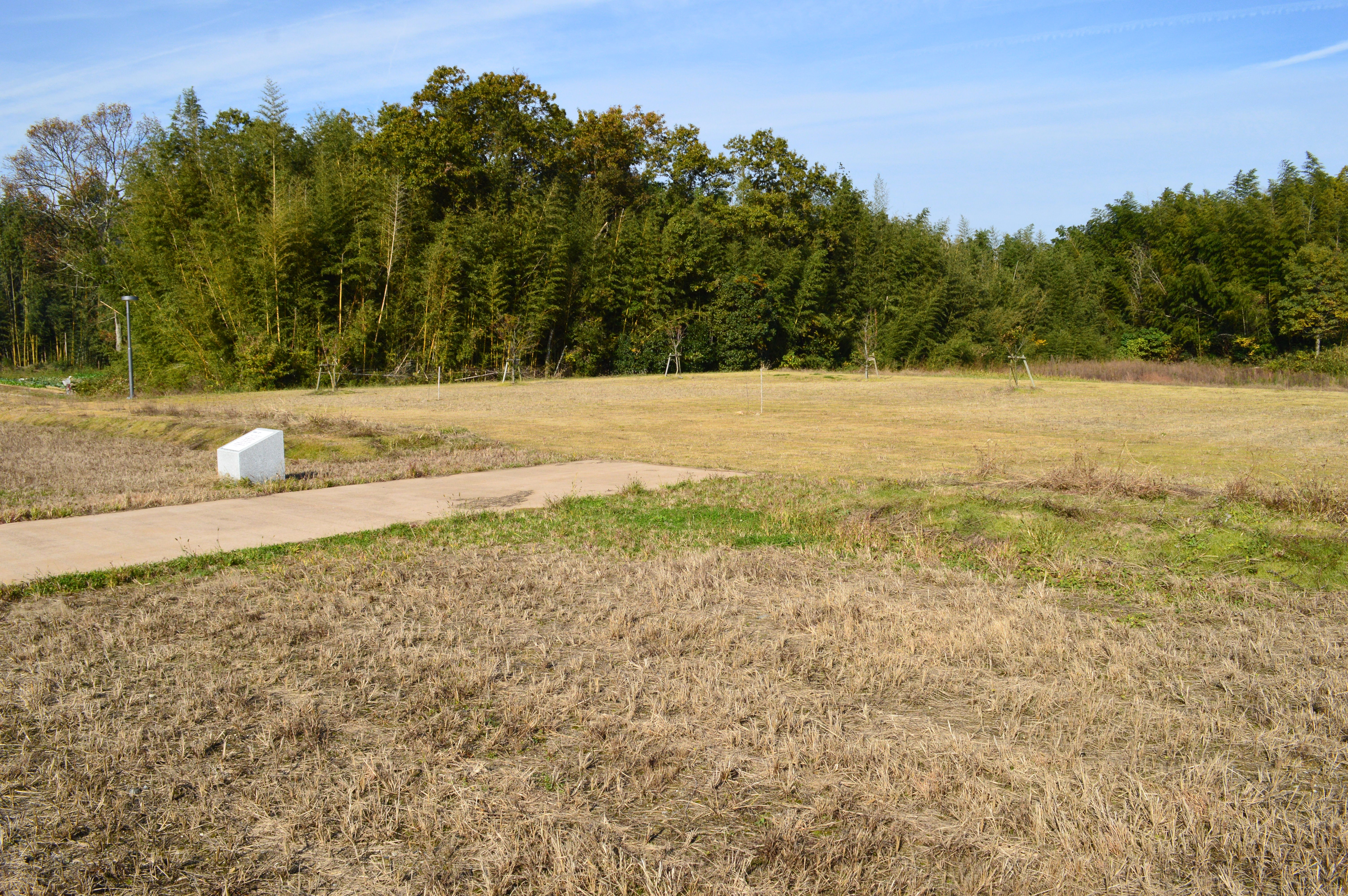
北門跡 左右には築地塀跡。
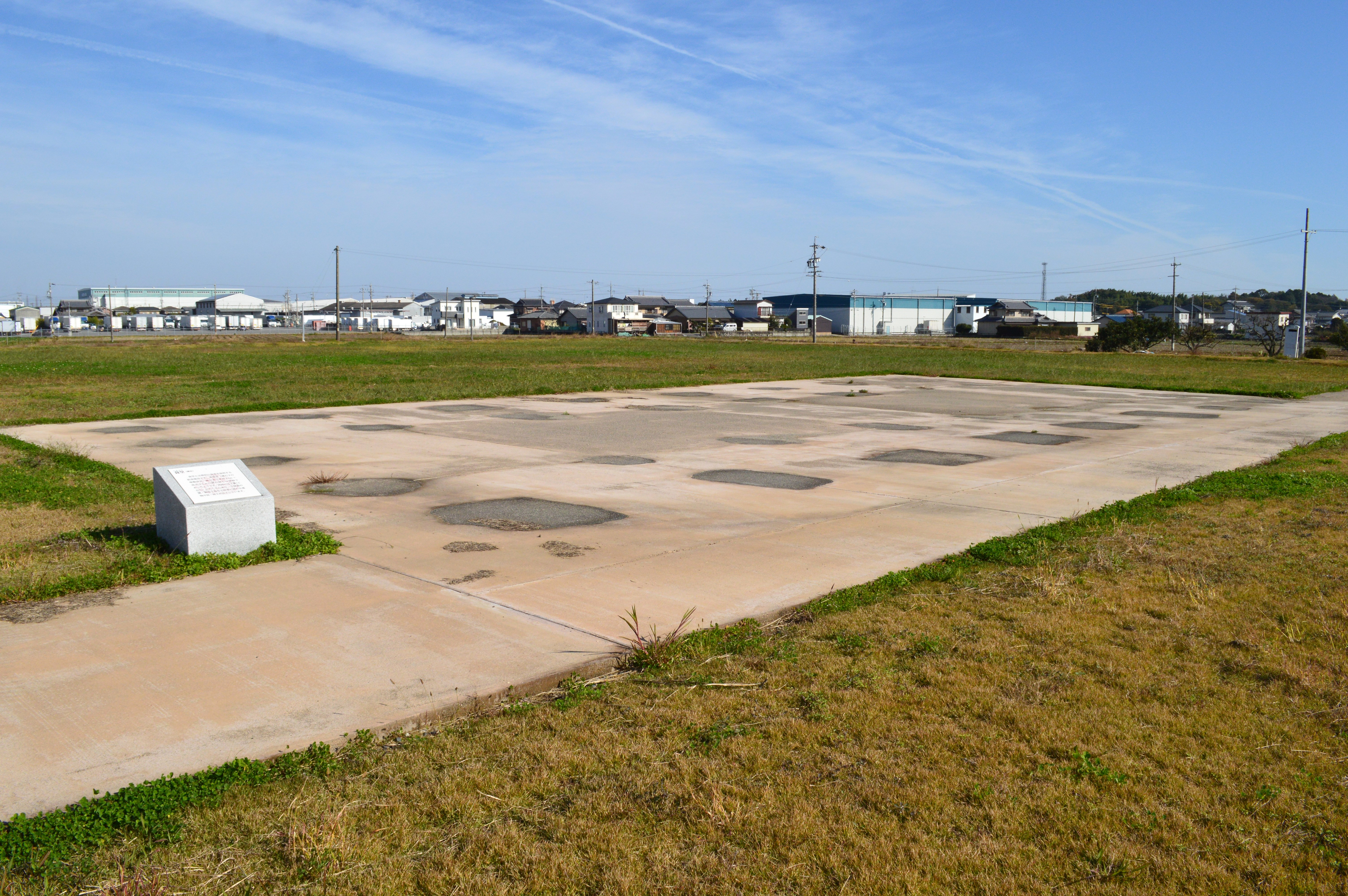
北東院 食堂
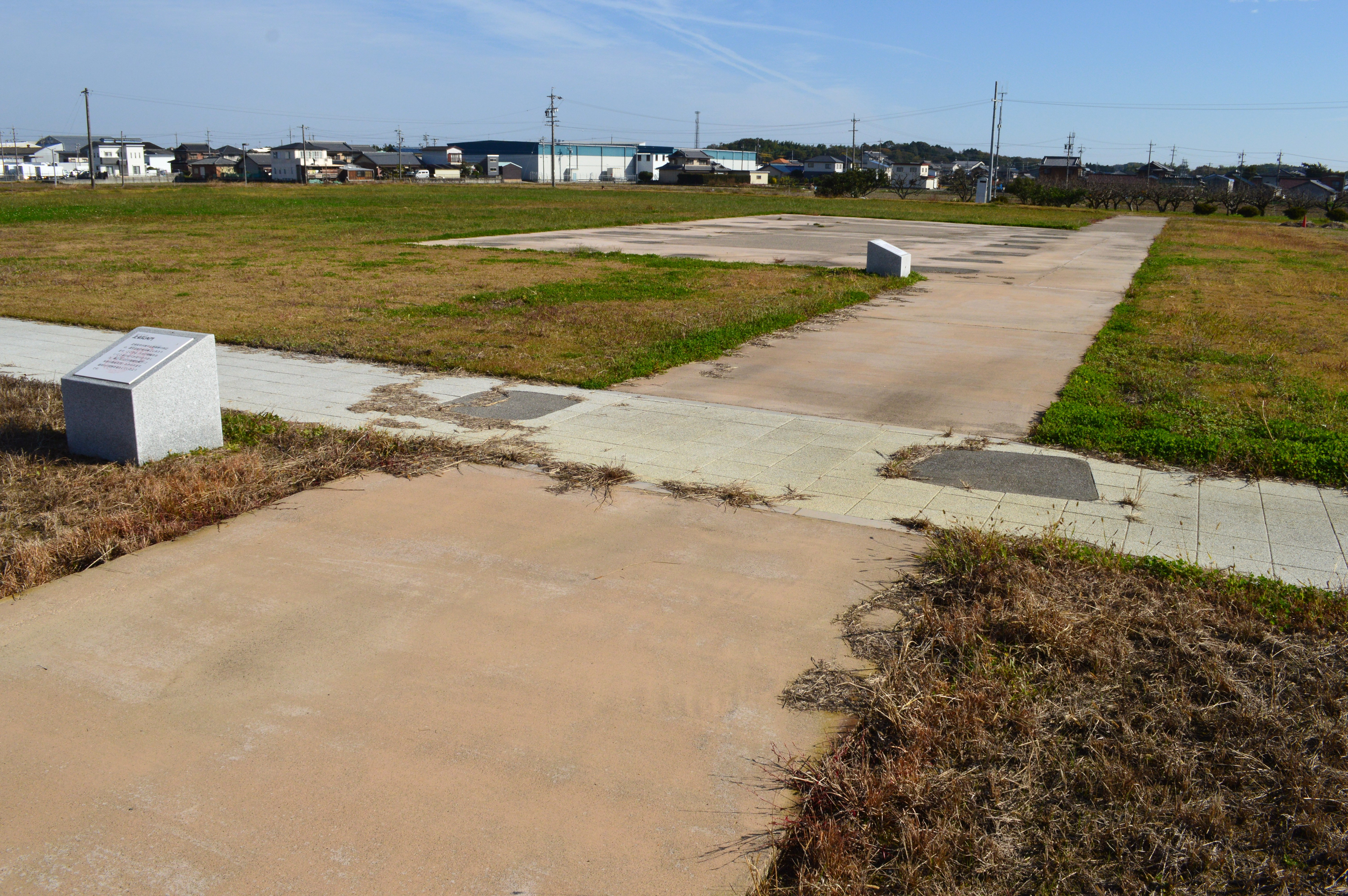
北東院 西門跡
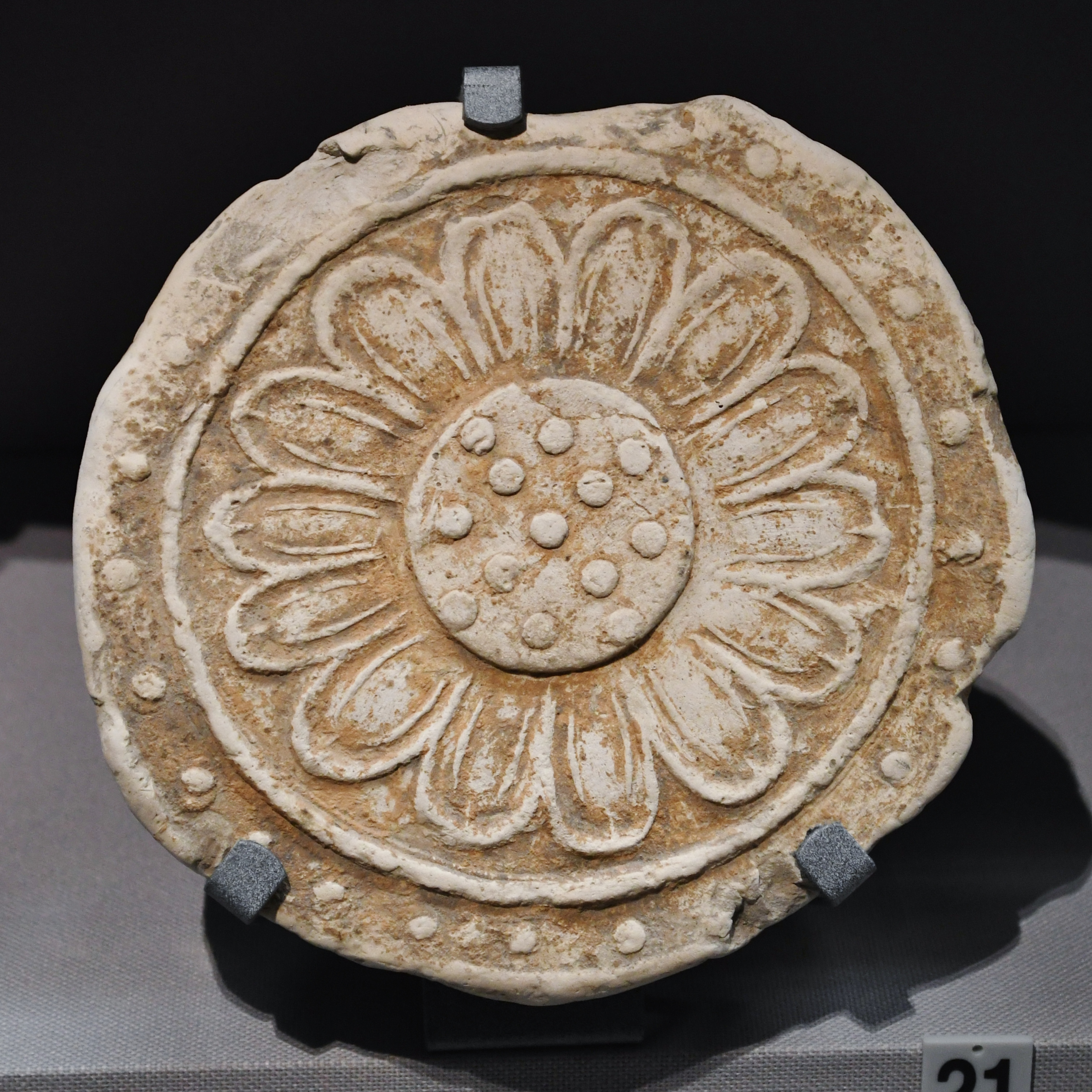
軒丸瓦 東京国立博物館展示。

## 伊勢国分尼寺跡
尼寺跡は、僧寺跡の東側の国分町集落辺りに推定されている。現在までに遺構は見つかっておらず、寺域・伽藍は不明。
国分町光福寺に残る「伊勢国分寺陳跡碑記」（享和2年（1802年）建碑）では、金光明寺（僧寺）を「南院」、法華寺（尼寺）を「北院」と称したと見え、それぞれ「南院」は国分町南浦付近、「北院」は国分町集落付近に推定されていた。その後の調査で、「南院」は白鳳寺院の遺跡（大鹿廃寺跡）と判明したが、「北院」でも瓦が大量に出土し、こちらが尼寺跡にあたると推測されている。
なお、鈴鹿市加佐登町では奈良時代中頃の3基の瓦窯跡（川原井瓦窯跡）が見つかっているが、これは伊勢国分尼寺の瓦のための窯であったと見られている。

## 文化財

### 国の史跡
- 伊勢国分寺跡 - 指定範囲37,180平方メートル[2]。大正11年10月12日指定[8]。

## 現地情報
所在地

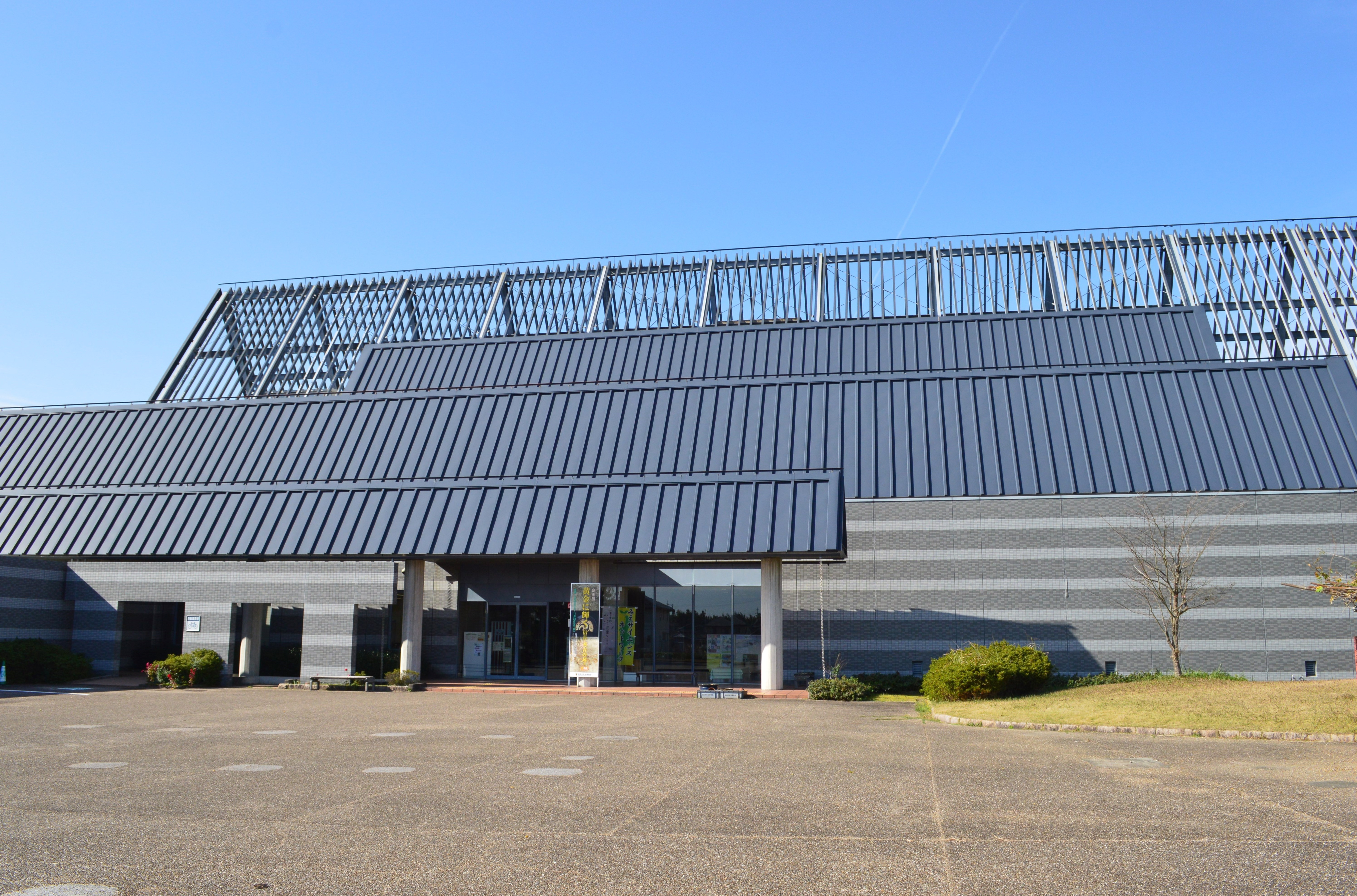
鈴鹿市考古博物館

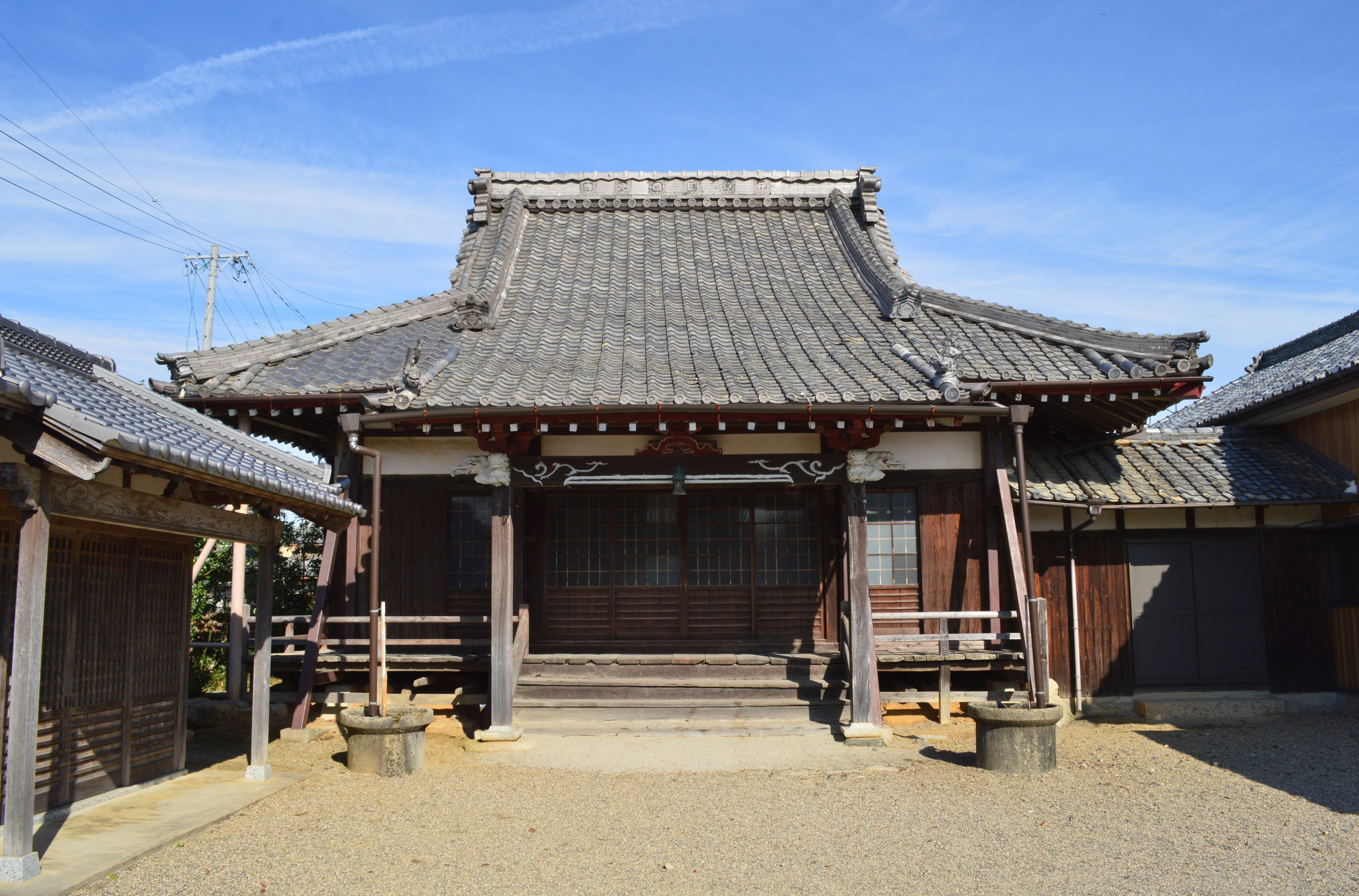
伊勢国分寺（後継寺院）

- 三重県鈴鹿市国分町字西高木・中高木・西浦・西谷・堂跡[9]

関連施設
- 鈴鹿市考古博物館 - 伊勢国分寺跡からの出土品等を展示。

交通アクセス
- 鉄道：東海旅客鉄道（JR東海）関西本線 河曲駅下車、徒歩で約20分。

周辺
- 国分遺跡 - 伊勢国分尼寺跡推定地。
- 南浦遺跡（大鹿廃寺跡） - 白鳳寺院跡。
- 狐塚遺跡 - 河曲郡衙跡。
- 常慶山金光明院国分寺 - 旧名を「国分山金光明寺」。創建等の経緯は不明[5]。